# Rhinella arborescandens
Rhinella arborescandens es una especie de anfibios de la familia Bufonidae.
Es endémica del departamento de Amazonas (Perú).
Su hábitat natural son los montanos secos.